# Daniel Oprița
Daniel Ionel Oprița (n. 10 august 1981, Drăgănești-Olt, România) este un jucător de fotbal retras din activitate din România, care a jucat ca atacant sau extremă la clubul FC Steaua.
A cunoscut consacrarea la Steaua București, pentru care a bifat peste 100 de meciuri în cei cinci ani de contract. Înainte de transferul său la Steaua în 2002, Oprița a jucat pentru CSM Reșița între 2000 și 2002.
Pe 29 martie 2006 a primit Medalia „Meritul Sportiv” clasa a II-a cu o baretă din partea președintelui României de atunci, Traian Băsescu, pentru că a făcut parte din lotul echipei FC Steaua București care obținuse până la acea dată calificarea în sferturile Cupei UEFA 2005-2006.
Pentru România, Oprița a jucat în 6 meciuri și a marcat un gol.

## Palmares

### Ca jucător
Steaua București
- Divizia A: 2004–2005, 2005–2006
- Supercupa României: 2006

Petrolul Ploiești
- Liga a II-a: 2010–2011

CSU Craiova
- Liga a II-a: 2013–2014